# Салесс, Мишель
Мишель Салесс (фр. Michel Salesse; род. 3 января 1955) — французский фехтовальщик-шпажист, олимпийский чемпион, двукратный чемпион мира.

## Биография
Родился в 1955 году в Алжире. В 1980 году стал обладателем золотой медали Олимпийских игр в Москве. В 1982 и 1983 годах становился чемпионом мира. В 1984 году принял участие в Олимпийских играх в Лос-Анджелесе, где стал обладателем серебряной медали.